# Paroles de taulards
 (mai 2025).
Motif : Peu de sources montrant la notoriété de cette bande dessinée. Il est affirmé que l'album a reçu le Prix Tournesol en 2020 ; toutefois la page dédiée à ce prix ne mentionne pas cette allégation.
- Archive Wikiwix
- Bing
- Cairn
- DuckDuckGo
- E. Universalis
- Gallica
- Google
- G. Books
- G. News
- G. Scholar
- Persée
- Qwant
- (zh) Baidu
- (ru) Yandex
- (wd) trouver des œuvres sur Wikidata

| 1. | Préciser le motif de la pose du bandeau. | Précisez le motif de la pose du bandeau en utilisant la syntaxe suivante : {{admissibilité à vérifier\|date=mai 2025\|motif=remplacez ce texte par le motif}}                            |
| 2. | Informer les utilisateurs concernés.     | Pensez à avertir le créateur de l'article, par exemple, en insérant le code ci-dessous sur sa page de discussion : {{subst:avertissement admissibilité à vérifier\|Paroles de taulards}} |

Paroles de taulards est un album collectif de bande dessinée en noir et blanc coordonné par Éric Corbeyran à partir de témoignages de personnes emprisonnées. Il a été publié en 1999 par Delcourt.
Il est récompensé du prix Tournesol en 2000.[réf. nécessaire]

## Publication
- Paroles de taulards, Delcourt, coll. « Encrages », 1999  (ISBN 2-84055-422-4).